# Daohugouthallus
Daohugouthallus — вимерлий рід лишайників, який був знайдений у юрській формації Цзюлуншань поблизу села Даохугоу, округ Нінчен, Китай. Він містить один вид, D. ciliiferus, і хоча він вважається найбільш близьким до Parmeliaceae, було запропоновано моногенеричне сімейство Daohugouthallaceae. Цей макролишайник був датований приблизно 165 млн років. Вважається, що D. ciliiferus був голонасінним епіфітом і, отже, найдавнішим викопним зразком епіфітного макролишайника.

## Відкриття
На даний момент знайдено п'ять екземплярів Daohugouthallus ciliiferus. Вони були зібрані з скам'янілих шарів юрської формації Цзюлуншань у Китаї (келловійсько-оксфордський граничний інтервал, середня юра), формації, вік якої був датований між 168 і 152 млн років тому на основі ізотопного аналізу. Місце знахідки можна знайти близько 80 км на південь від міста Чіфен, в межах автономного району Внутрішня Монголія (шир. 119°14.318′ сх. д., довж. 41° 18.979′ пн. ш.).
Після першого відкриття вважалося, що D. ciliiferus був «лишайниковим» організмом. Вважалося, що він пов'язаний або з талозовими печеночниками, водоростями або лишайниками. Через відсутність діагностичних ознак, які б пов'язували цей вид з печеночниками або водоростями, було визначено, що D. ciliiferus найбільше пов'язаний з лишайниками. Це ґрунтується головним чином на викопних таломах і розривах кінчиків гілок, що робить цей вид найдавнішим відомим прикладом макролішайника з морфологією, порівнянною з існуючими видами лишайників. Вид занесено до списку палеонтологічних подій 2022 року та як флористичний компонент флори Даохугоу.
Викопні зразки D. ciliiferus зараз зберігаються в Пекіні в Ключовій лабораторії еволюції комах і змін навколишнього середовища Коледжу наук про життя та Академії мультидисциплінарних досліджень Столичного педагогічного університету.

### Збереження
Зразки Daohugouthallus ciliiferus збереглися як скам'янілості лишайників, які залишилися на жовтуватому туфогенному аргіліті. Загалом було зареєстровано п'ять зразків, що містять лишайник D. ciliiferus, а деякі скам'янілості також містять залишки неідентифікованої голонасінної рослини з насіннєвими шишками.

### Етимологія
Викопні зразки Daohugouthallus ciliiferus були знайдені поблизу села Даохугоу в окрузі Ніньчен. Назва роду «Daohugou» походить від назви села, де були знайдені зразки. Друга частина, «thallus», є латинським терміном, який відноситься до рослинного тіла без типової диференціації на частини, такі як коріння, стебла та листя. «Ciliiferus» походить з латинської мови і означає наявність війок.

## Опис

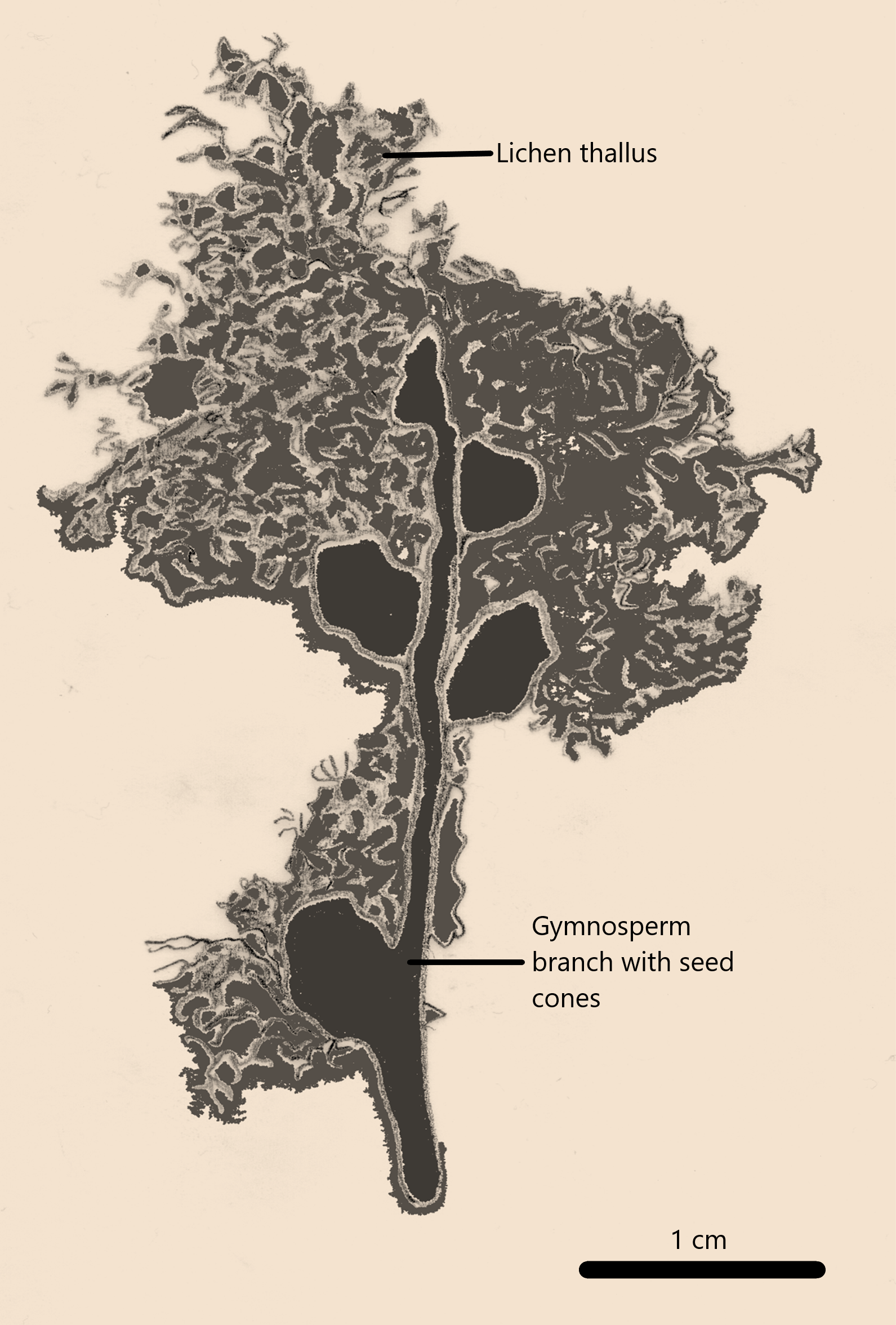
Спрощена ескізна схема однієї скам'янілості Daohugouthallus ciliiferus, прикріпленої до гілки голонасінних, що містить насіннєві шишки. Масштаб: 1 см (на основі рисунка 4; Yang et al., 2023)

Талом Daohugouthallus ciliiferus приблизно 5 см заввишки і 3 см завширшки. Тонкі частки мають звужені кінчики приблизно 5 мм завдовжки і між 0,5 і 1,5 мм шириною. Їх розгалуження неправильне, місцями присутні бічні вії та часточки. Агреговані точкові чорні плями регулярно видно на поверхні залишків лишайників, а верхня кора становить приблизно 1 товщиною мкм і описується як конглютинатний, тобто склеєний.
Фотобіонтний компонент зразків D. ciliiferus можна порівняти з наявними видами зелених водоростей. Ці клітини кулясті з діаметром від 1,5 до 2,5 мкм. Грибні гіфи мікобіонтного компонента є ниткоподібними з діаметром менше 1,25 мкм. Як клітини фотобіонтів, так і гіфи грибів є вужчими, ніж у існуючих видів макролишайників, що могло бути наслідком висихання під час процесу скам'яніння, що спричинило зморщування. З іншого боку, вид фотобіонтних водоростей міг бути природно меншим за розміром у цьому виді лишайників. Не було запропоновано альтернативного пояснення того, чому гіфи грибів менші, ніж у порівнянних існуючих макролишайників.
З орієнтовним віком близько 165 млн років, Daohugouthallaceae може бути найстарішою відомою родиною макролішайників, за винятком Icmadophilaceae. Було підтверджено, що D. ciliiferus є епіфітом голонасінних, оскільки нові зразки були знайдені прикріпленими до неідентифікованої гілки голонасінних. Однак, ключові ідентифікаційні ознаки для визначення способу, яким макролішайник прикріпився до гілки чи кори, відсутні.

### Класифікація
У порівнянні з наявними родами лишайників було виявлено, що морфологія талому найбільш схожа на фоліозні Parmeliaceae. Однак ця схожість недостатньо морфологічно близька, щоб включити D. ciliiferus до родини Parmeliaceae. З цієї причини для цієї скам'янілості була запропонована моногенерична родина — Daohugouthallaceae — з унікальним родом Daohugouthallus. Консенсус полягає в тому, що D. ciliiferus можна описати в межах класу Lecanoromycetes, але тип наразі є Fungi incertae sedis, тобто невизначене розташування. Зовнішня морфологія може бути тісно пов'язана з існуючим видом лишайника Everniastrum cirrhatum. Проте бракує кількох ключових діагностичних ознак, які дозволили б провести більш точну класифікацію, включаючи структури гаматеціїв, аски та аскоспори.

## Палеосередовище

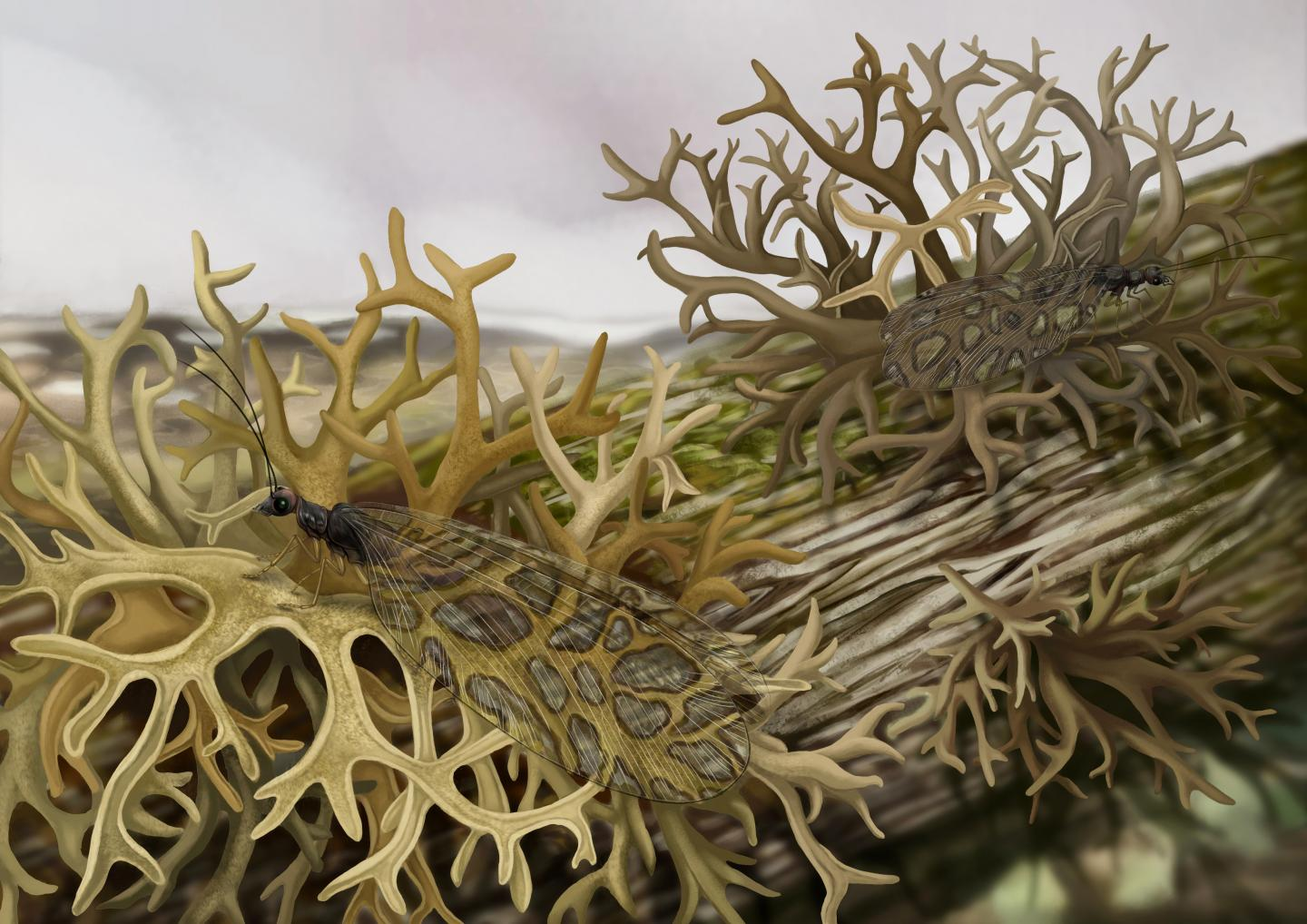
Реконструкція можливих міметичних зв'язків між вимерлим макролішайником Daohugouthallus ciliiferus і вимерлими метеликами родів Lichenipolystoechotes. Художник: Xiaoran Zuo. (Взято з Fang et al., 2020)

Середньоюрське палеосередовище району Даохугуо можна візуалізувати як помірне, вологе та сезонне, з коливаннями опадів. Ландшафт складався з лісів, де переважали голонасінні рослини, які перемежовувалися озерами та прісноводними струмками. Можливо, це середовище постраждало від великих вулканічних вивержень, які поширили товсті шари попелу по ландшафту.

### Палеоекологія
Клімат і умови до відкриття D. ciliiferus можуть підтримувати його епіфітні звички. За оцінками, леканороміцети розійшлися між 300 і 250 млн років після масового вимирання в кінці пермського періоду. Цей період частково характеризується різноманітними голонасінними лісами, які, можливо, забезпечили ідеальне середовище для адаптації епіфітних макролишайників. Подібні лісові екосистеми знову відновилися після масового вимирання в кінці тріасу (200 млн років тому). Це робить можливим існування голонасінних епіфітних лишайників протягом середньої юри, з якої датується D. ciliiferus. Однак немає жодних емпіричних скам'янілостей, які б підтверджували цей еволюційний шлях, а також потенційний перехід епіфітних лишайників від субстратів голонасінних до покритонасінних.

### Комахо-лишайниковий мімезис
Роди молі мереживної — Lichenipolystoechotes — можливо, були пов'язані з D. ciliiferus через міметичний зв'язок. Два нових види молі мереживистої були описані зі скам'янілостей, знайдених у Даохугоу 1 (біля села Даохугоу, Китай) у юрській формації Цзюлуншань, неподалік від місця, де були знайдені скам'янілості D. ciliiferus. Їм було присвоєно рід Lichenipolystoechotes (родина Ithonidae), щоб вказати на їх можливу асоціацію з лишайником D. ciliiferus.
Структурна подібність між візерунками розгалуження на крилах викопних зразків комах Lichenipolystoechotes і таломів D. ciliiferus може свідчити про найдавніший відомий приклад мімікрії у комах. Крім того, чорні плями на крилах викопного виду Lichenipolystoechotes ramimaculatus нагадують чорні плями на зразках D. ciliiferus. Була висунута гіпотеза, що ці метелики могли ефективно маскуватися на фоні лишайників D. ciliiferus, що забезпечувало їм перевагу у виживанні. Проте докази еволюції мімезису комах-лишайників у викопних рештках майже відсутні, і цей потенційний мімезис лишайників-комах потребує подальшого дослідження.